# Gabriella Price
Gabriella Price (* 11. Juni 2003) ist eine US-amerikanische Tennisspielerin.

## Karriere
Price begann mit drei Jahren das Tennisspielen und bevorzugt Rasenplätze. Sie spielt bislang vorrangig auf der ITF Women’s World Tennis Tour, wo sie bislang aber noch keinen Titel gewinnen konnte.
Bei den Wimbledon Championships 2018 erreichte sie mit ihrer Partnerin Leylah Annie Fernandez im Juniorinnendoppel das Achtelfinale. Bei den US Open erreichte sie im Juniorinnendoppel mit ihrer Partnerin María Camila Osorio Serrano das Viertelfinale.
Bei den mit 80.000 US-Dollar dotierten Mercer Tennis Classic 2019 erreichte sie als Qualifikantin das Hauptfeld im Dameneinzel, wo sie aber in der ersten Runde gegen Shelby Rogers mit 4:6 und 1:6 verlor.
Ihr erstes Turnier auf der WTA Tour spielte Price im April 2021, als sie eine Wildcard für die Qualifikation zu den MUSC Health Women’s Open erhielt.